# Marine Boy
Marine Boy, conhecido no Japão como Undersea Boy Marine (海底少年マリン, Kaitei Shōnen Marin), é um anime produzido por Minoru Adachi e pelo estúdio Japan Tele-Cartoons. A série foi licenciada pela K. Fujita Associates Inc., tendo distribuição mundial pela Warner Bros.-Seven Arts Television.